# Tympanota gyiarces
Tympanota gyiarces är en fjärilsart som beskrevs av Louis Beethoven Prout 1932. Tympanota gyiarces ingår i släktet Tympanota och familjen mätare. Inga underarter finns listade i Catalogue of Life.